# Mälarhöjdens Kanotsällskap
Mälarhöjdens Kanotsällskap är en svensk idrottsförening i Mälarhöjden i Stockholm. Den har båthamn och föreningslokaler nära Fridhemsbryggan vid Pettersbergsvägen i Mälarhöjden.
Kanotsällskapet bildades 1946 som ett segelsportsällskap för B-kanoter, C-kanoter och E-kanoter. De kappseglar idag med Laserjolle och bedriver seglarskola med Optimistjolle och 2-krona.

## Bildgalleri

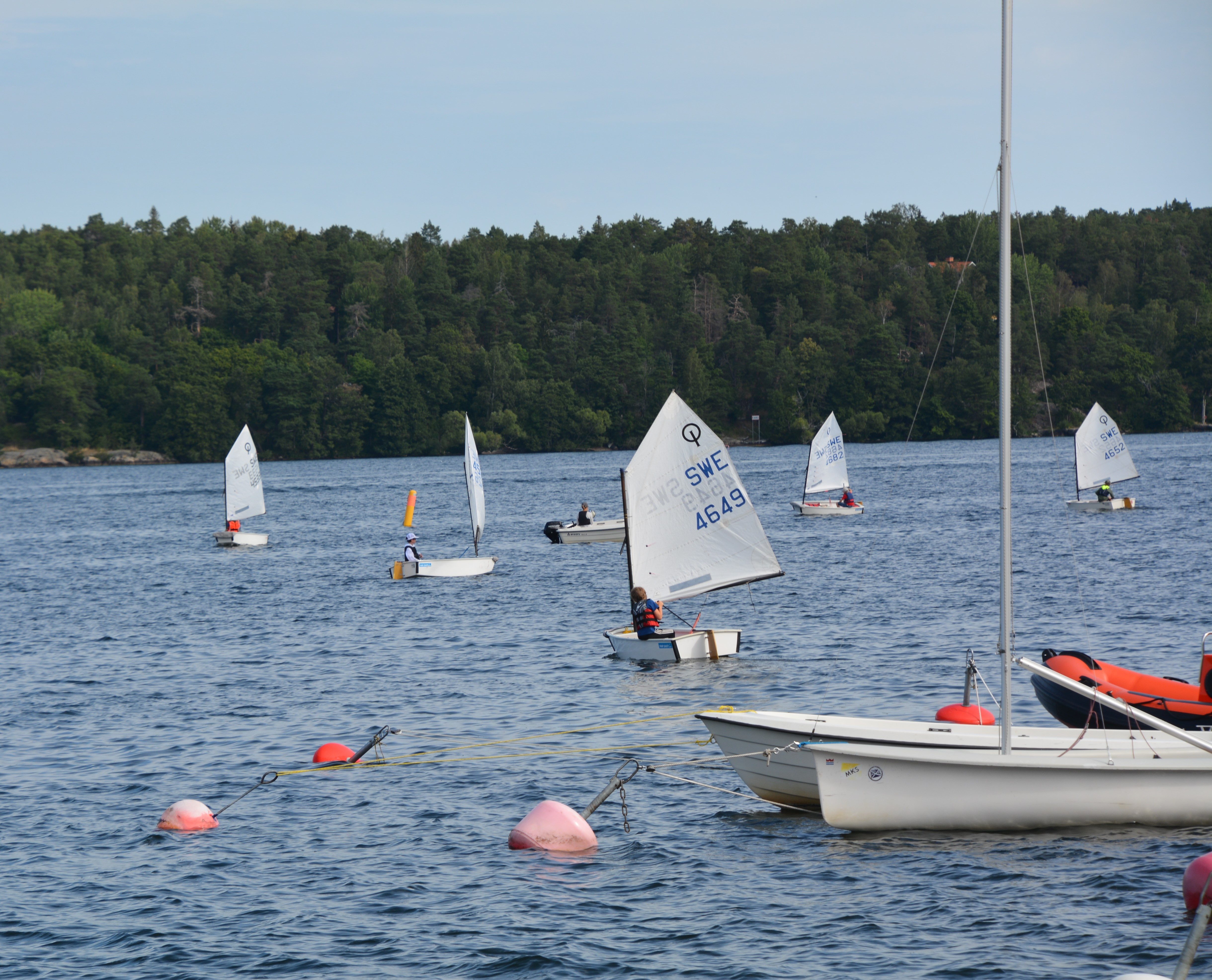
Optimistjollar på Mälarhöjdens Kanotsällskaps seglarskola
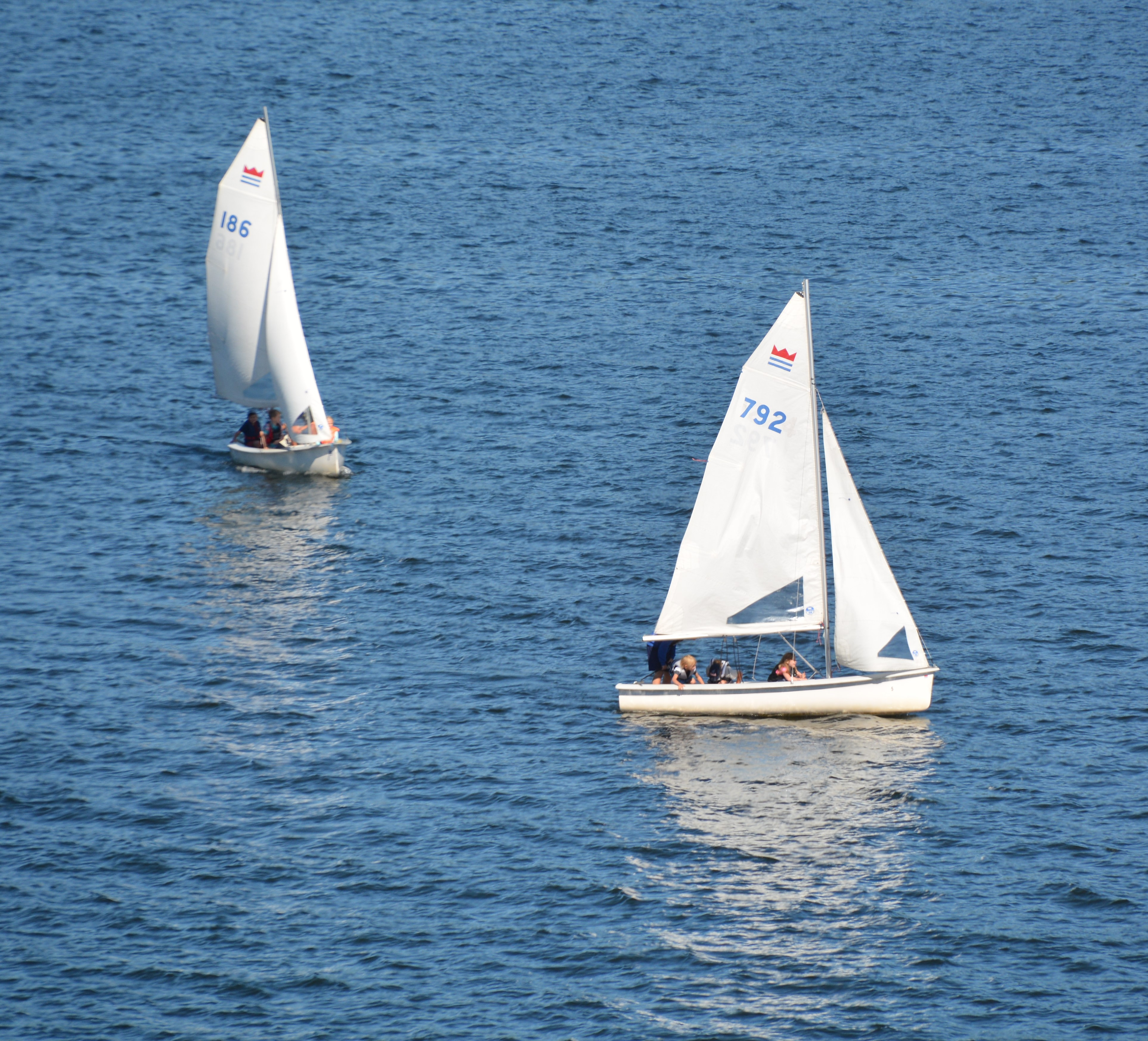
Tvåkronor på Mälarhöjdens Kanotsällskaps seglarskola